# Thomas Fearnley

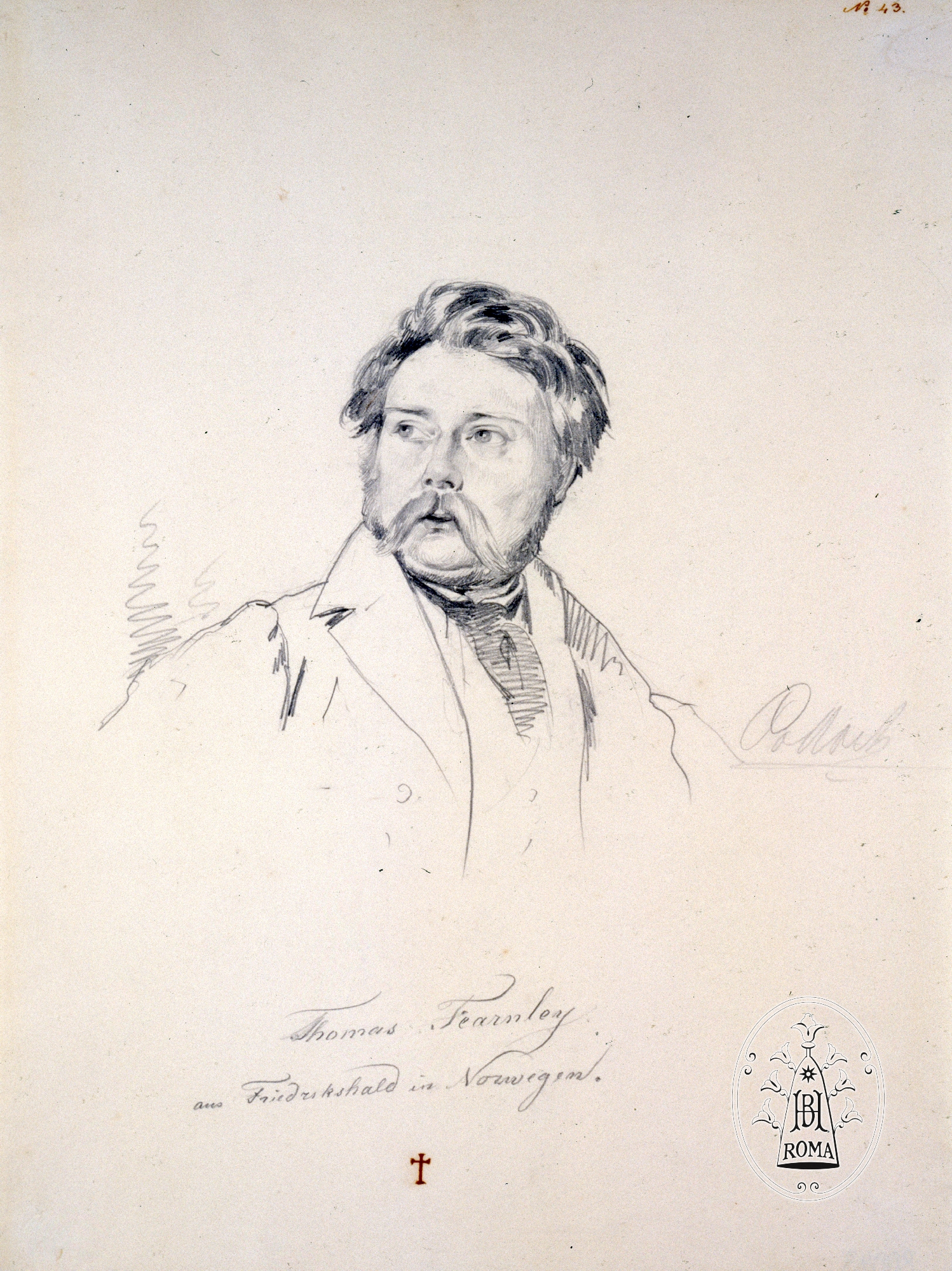
Porträt Thomas Fearnley, gezeichnet von Leopold Pollak, Rom um 1834

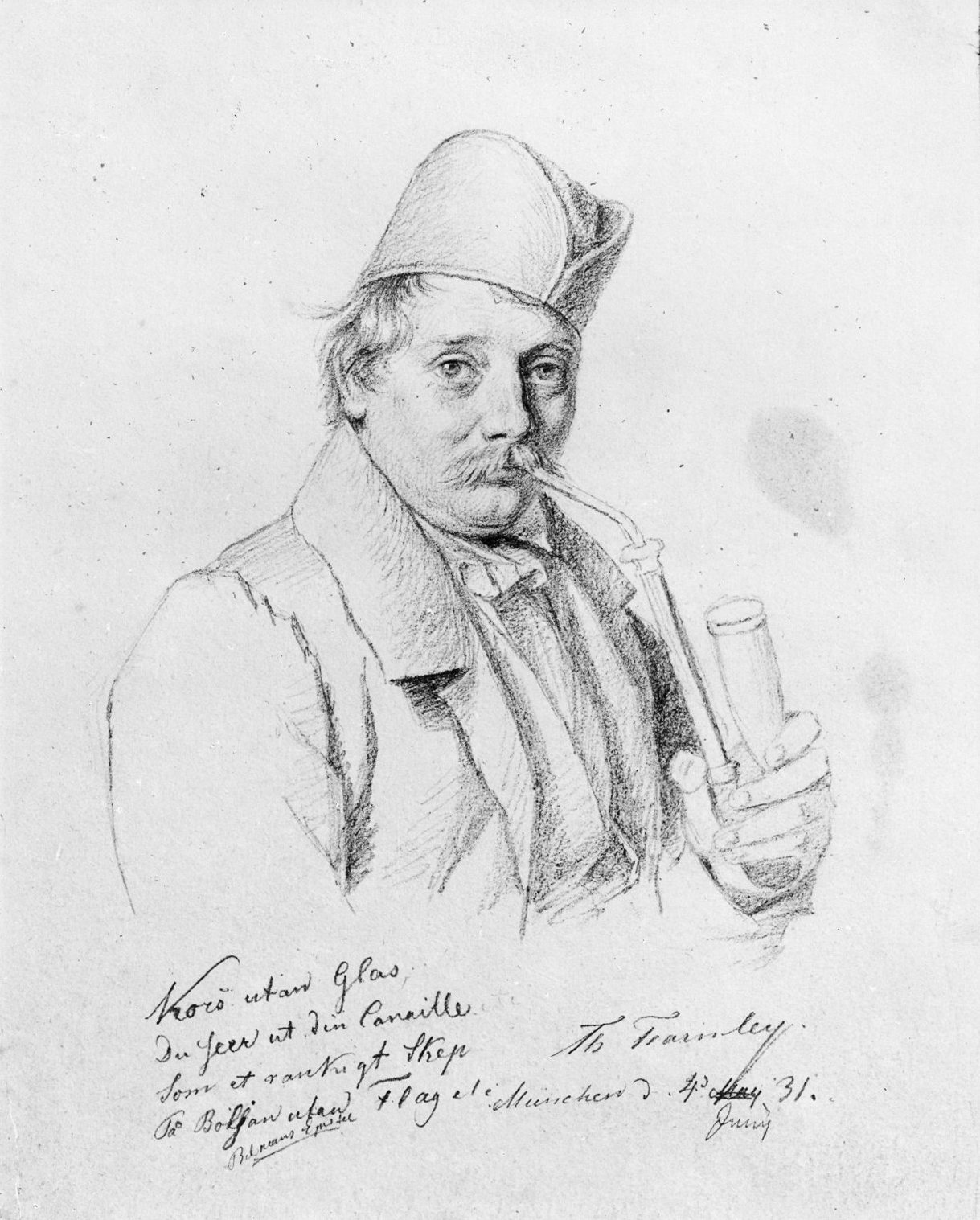
Selbstporträt

Thomas Fearnley (* 27. Dezember 1802 in Fredrikshald, heute Halden; † 16. Januar 1842 in München) war ein norwegischer Maler.

## Leben
Thomas Fearnley, dessen Großvater aus Yorkshire stammte, wurde auf der Kunstschule zu Christiania und seit 1821 auf der Akademie zu Kopenhagen ausgebildet. Ein Prospekt von Kopenhagen erwarb ihm die Gunst des Kronprinzen (späteren Königs) Oskar. Von Stockholm aus, wo sich Fearnley von 1823 bis 1827 zur Vollendung seiner Studien aufhielt, unternahm er Reisen durch Norwegen und Schweden. 1829–30 verbrachte er anderthalb Jahre in Dresden, wo er seine Kunst unter der Leitung von Johan Christian Clausen Dahl ausübte. Anschließend verweilte er längere Zeit im Salzburgischen und in München. Mehrere seiner besten Landschaften stammen aus jener Zeit, z. B. die Ansicht der Marumelf, der Jostedalsgletscher, eine Entenjagd auf dem Königssee etc.
Von 1832 bis Sommer 1835 weilte Fearnley in Rom, wo er als „Hofkoch“ an karnevalistischen Festlichkeiten der Ponte-Molle-Gesellschaft teilnahm. 1835 wandte er sich nach der Schweiz, wo er sich hauptsächlich in der Darstellung der Gletscher versuchte, und ging dann nach Paris, um von hier aus über die Niederlande und London nach seiner Heimat zurückzukehren. 1839 bereiste er zusammen mit Andreas Achenbach und Christian Breslauer Norwegen. Hier wurde vorzüglich Romsdalen mit seiner eigentümlichen Natur Gegenstand seiner Studien. Zu den Werken, die hier entstanden, gehören: das Romsdalhorn, der Labrofall bei Kongsberg, eine Partie aus Vindhellen und Gudvangen.
Fearnley starb, nachdem er nochmals England, die Schweiz und Holland bereist hatte, am 16. Januar 1842 in München. Sein Grabmal befindet sich im Ehrenhain des Vår Frelsers Friedhofs in Oslo.

## Werke
- Das Forum in Pompeji, um 1834, Leinwand, 33 × 50 cm. Oslo, Privat-Slg.
- Der Maler und der Knabe, 1834, Papier, 27 × 37 cm. Oslo, Nasjonalgalleriet.
- Meiringen, 1835, Papier, 26 × 37 cm. Oslo, Nasjonalgalleriet.
- Grindelwald, 1835, Papier, 28 × 34 cm. Bergen, Slg. Rasmus Meyer.
- Labrofossen, 1837, Leinwand, 151 × 225 cm. Oslo, Nasjonalgalleriet.
- Die Kirche zu Patterdale, 1837, Papier, 36 × 39 cm. Oslo, Nasjonalgalleriet.
- Der Grindelwaldgletscher, 1838, Leinwand, 158 × 195 cm. Oslo, Nasjonalgalleriet.
- Die Slindebirke, 1839, Leinwand, 54 × 65 cm. Oslo, Nasjonalgalleriet.

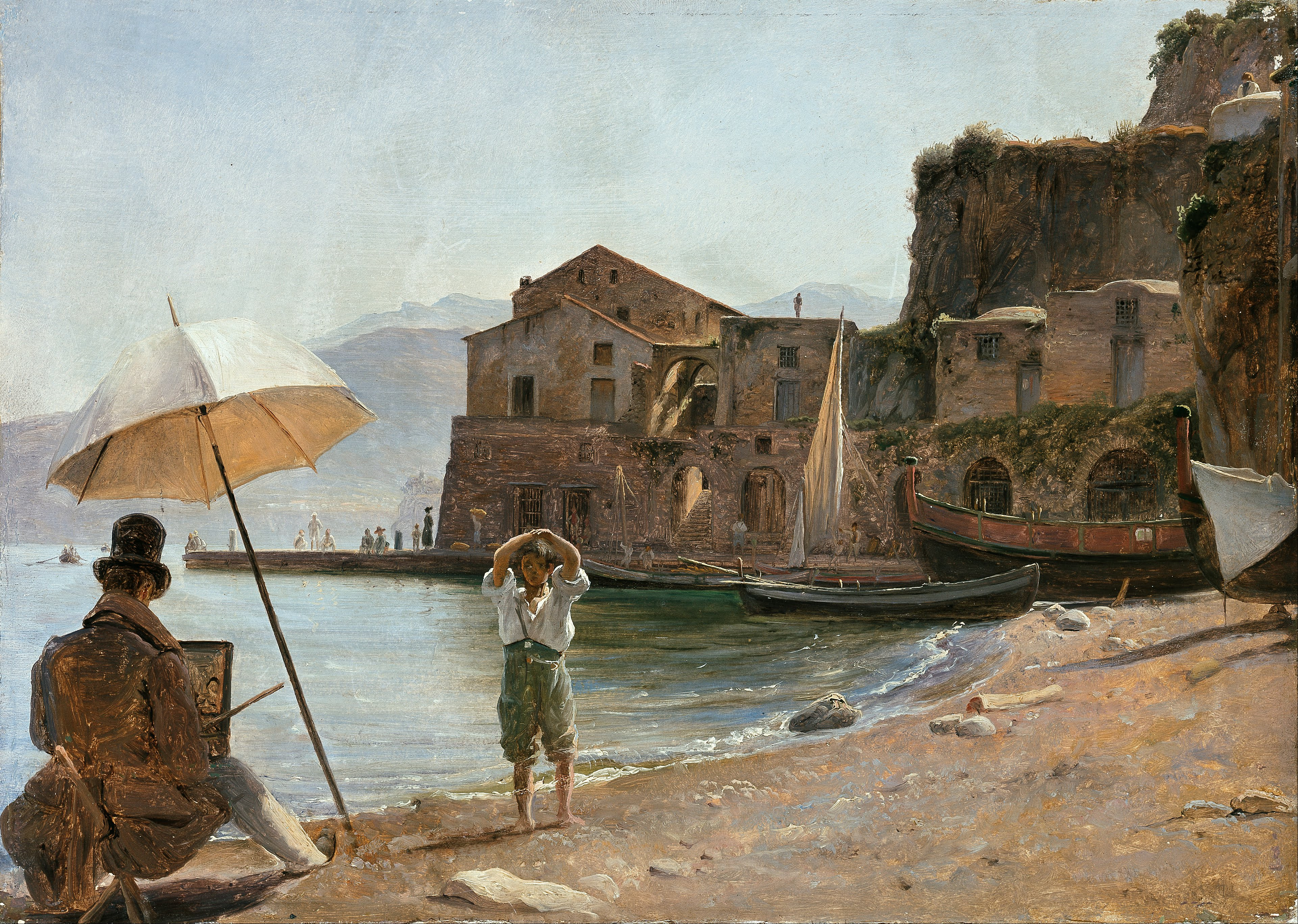
Der Maler und der Knabe, 1834
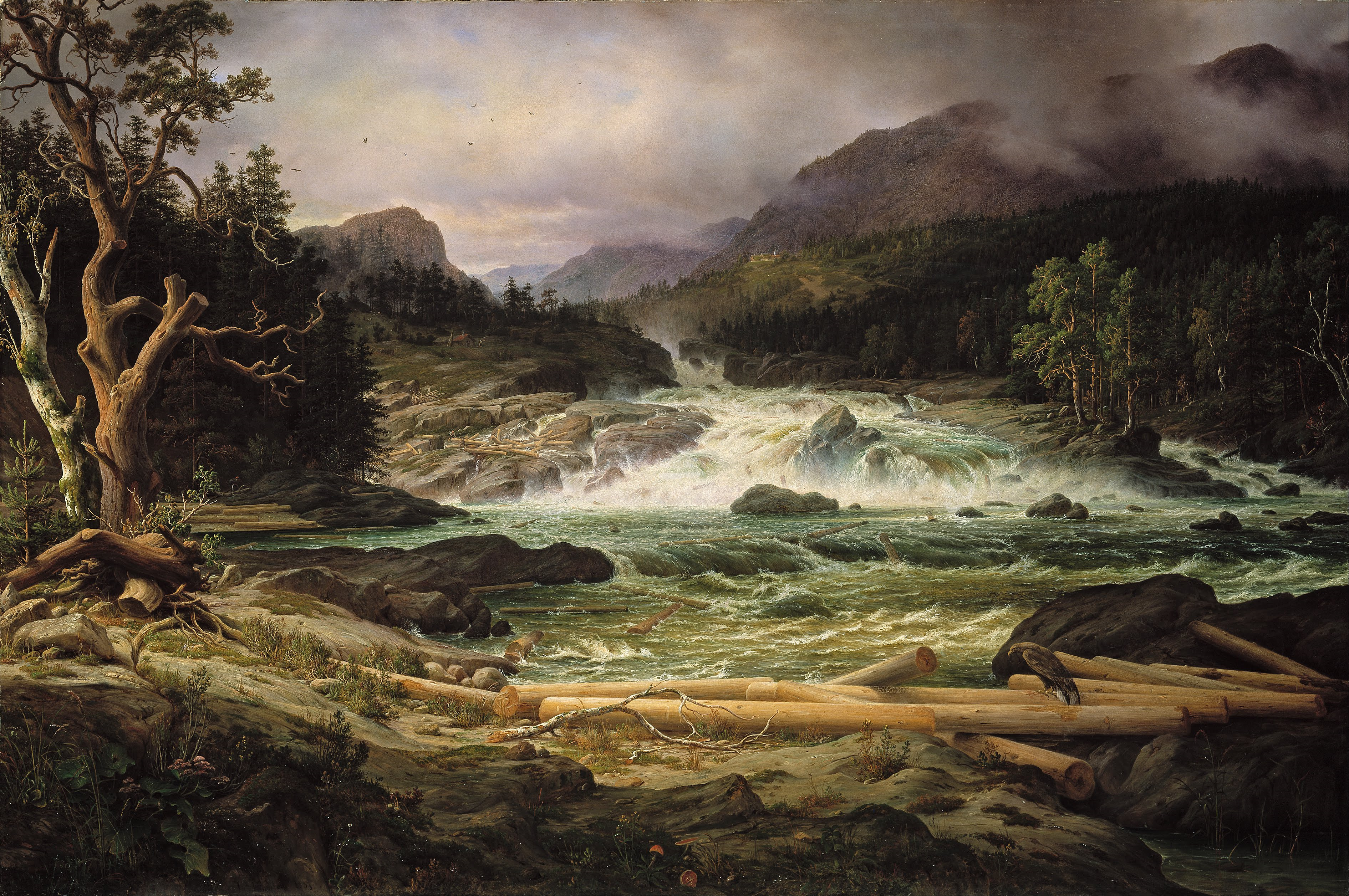
Labrofossen, 1837
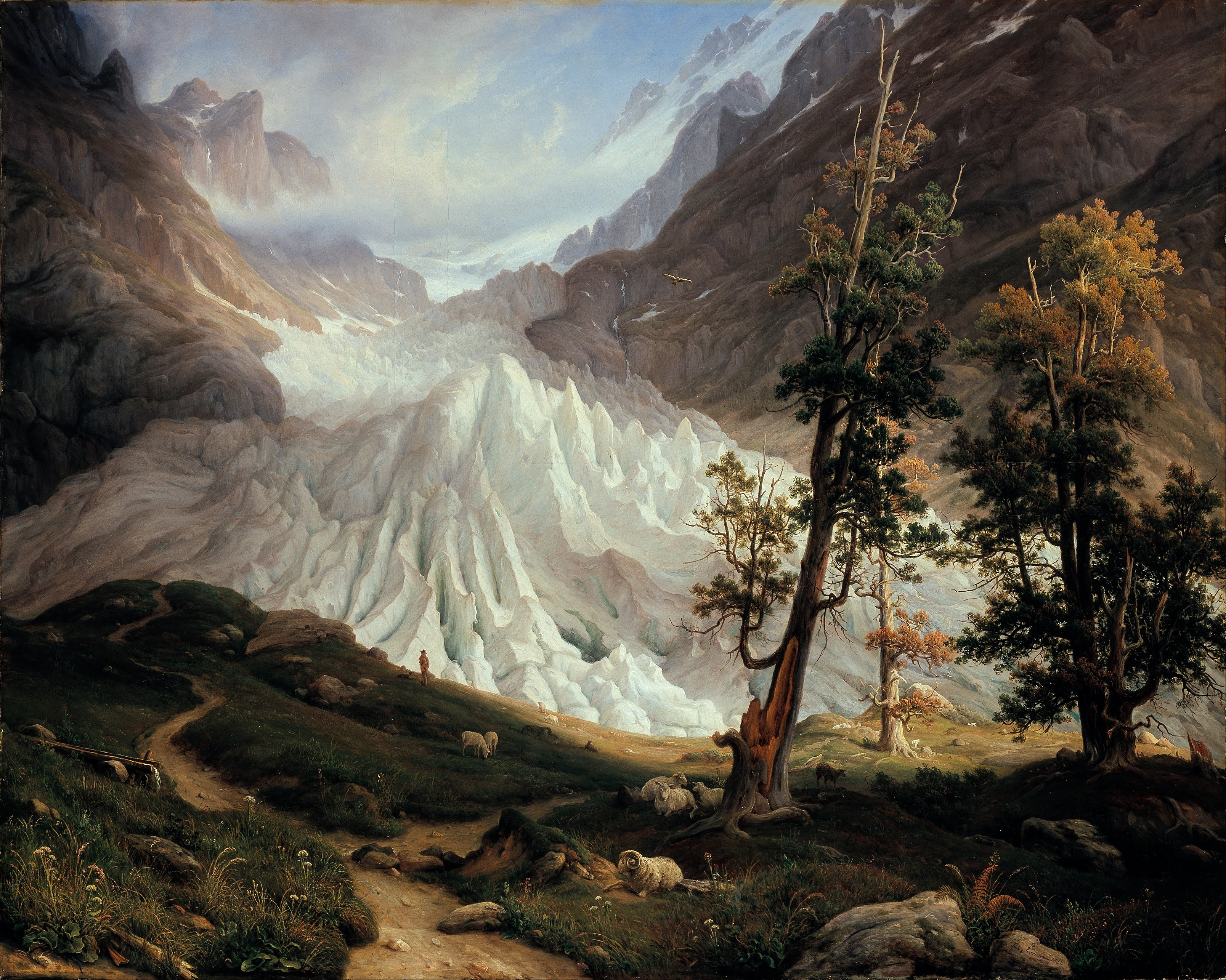
Grindelwaldgletscher, 1838
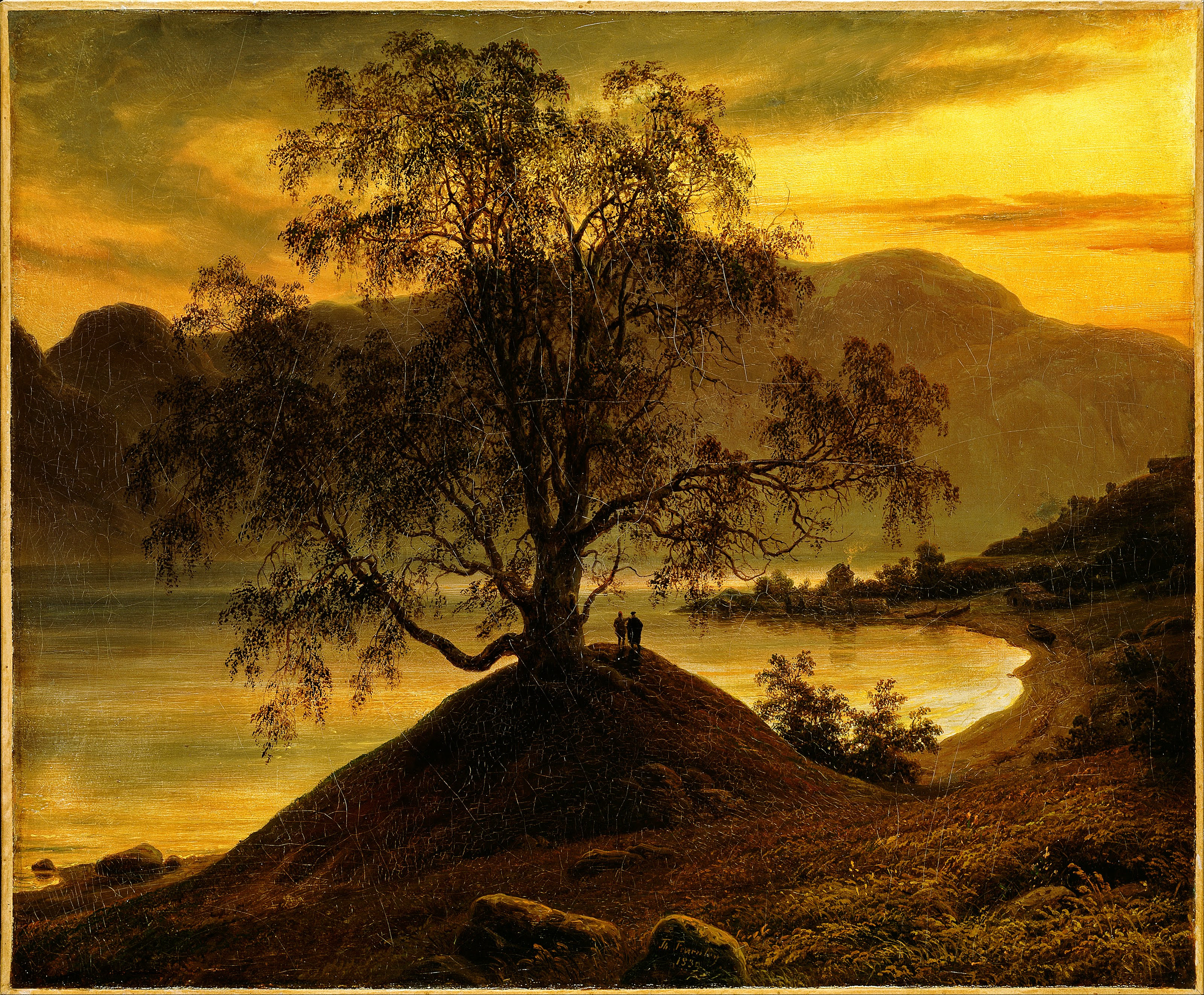
Slindebirke, 1839
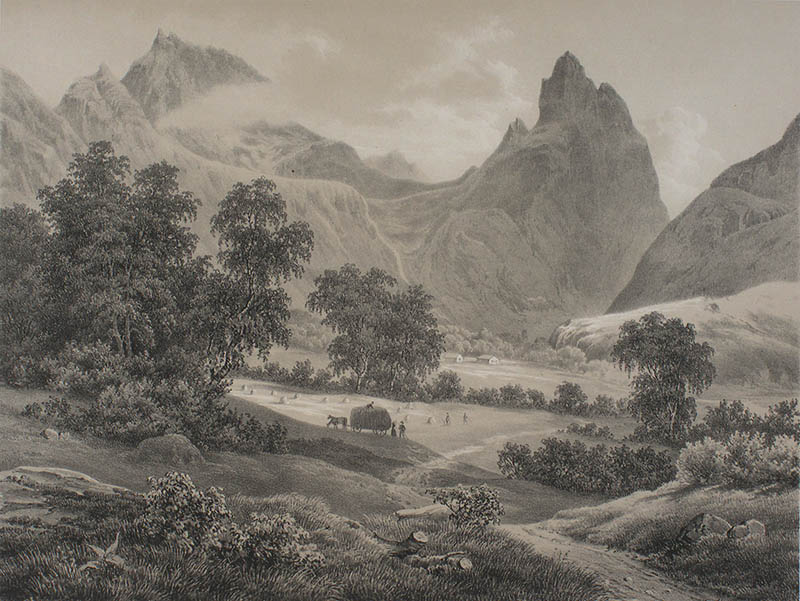
Romsdalshorn